# Вивенций из Блера
Вивенций (умер 13 января 484) — святой епископ Блера. Дни памяти — 13 января, 11 декабря (в Блера).
Святой Вивенций (ит.:Vivenzio di Blera), отшельник, епископ Блера с 457 по 484 год, почитается святым покровителем города. Его мощи почивают в крипте городского храма Успения Пресвятой Богородицы на небесах и святого Вивенция.